# 土曜日、日曜日、そして金曜日
『土曜日、日曜日、そして金曜日』（どようび にちようび そしてきんようび、イタリア語: Sabato, domenica e venerdì）は、1979年（昭和54年）製作・公開、カステッラーノ＝ピポロ、パスクァーレ・フェスタ・カンパニーレ、セルジオ・マルティーノの3監督チームによるイタリア・スペイン合作映画である。3話構成のオムニバスで、イタリア式コメディの1作である。

## 構成
1. 第一話 - 『土曜日』 イタリア語:  Sabato : 監督セルジオ・マルティーノ
2. 第二話 - 『日曜日』 イタリア語:  Domenica : 監督パスクァーレ・フェスタ・カンパニーレ
3. 第三話 - 『金曜日』 イタリア語: Venerdì : 監督カステッラーノ＝ピポロ

## 略歴・概要
本作は、1979年、イタリアの映画プロデューサーであるルチアーノ・マルティーノが、同国の製作会社ダニア・フィルム、スペインの製作会社アズ・フィルム・プロドゥクシオンと提携して製作を開始、同国内等でロケーション撮影を行って完成した。二人組の脚本・監督コンビであるカステッラーノ＝ピポロと、パスクァーレ・フェスタ・カンパニーレ、セルジオ・マルティーノの3監督チームが、それぞれ40分程度の短篇映画を監督した。
本作は、イタリアでは同年10月20日に公開された。
日本では、2011年（平成23年）3月現在に至るまで劇場公開、テレビ放映、ビデオグラム販売等は行われていない。

## スタッフ
- プロデューサー : ルチアーノ・マルティーノ （Luciano Martino）
- 監督 : カステッラーノ＝ピポロ、パスクァーレ・フェスタ・カンパニーレ、セルジオ・マルティーノ （Sergio Martino）
- 原作・脚本 : カステッラーノ＝ピポロ、パスクァーレ・フェスタ・カンパニーレ、セルジオ・マルティーノ
- 撮影 : アレハンドロ・ウロア （Alejandro Ulloa）
- 美術 : ミンモ・スカヴィア （Mimmo Scavia [4]）
- 衣裳 : ルイス・アルグエリョ （Luis Argüello [5]）、アドリアーナ・ベッローネ （Adriana Bellone [6]）、ナターリア・ヴェルデッリ （Natalia Verdelli [7]）
- 編集 : エウジェニオ・アラビーゾ （Eugenio Alabiso）、アントニオ・シチリアーノ （Antonio Siciliano [8]）
- 音楽 : デット・マリアーノ （Detto Mariano）

## キャスト
クレジット順
『土曜日』
- エドウィジュ・フェネシュ - 日本人技師トキモト
- リノ・バンフィ （Lino Banfi） - ニコラ・ラ・ブロッカ
- ダニエーレ・ヴァルガス （Daniele Vargas） - 重役
- ロリー・デル・サント （Lory Del Santo） - 「ベイビー」
- ミレーナ・ヴコティッチ （Milena Vukotic） - クレーリア

『日曜日』
- バルバラ・ブーシェ （Barbara Bouchet） - エンツァ
- ミケーレ・プラチド （Michele Placido） - マリオ
- アントニオ・フェランディス （Antonio Ferrandis） - エンツァの父
- マルゴット・コッテンス （Margot Cottens） - エンツァの母
- マヌエル・ザルゾ （Manuel Zarzo） - カミッロ
- セルジオ・タルディオーリ （Sergio Tardioli [9]） - カルロ
- サルヴァトーレ・アイエージ （Salvatore Aiesi [10]）

『金曜日』
- アドリアーノ・チェレンターノ （Adriano Celentano） - コンスタンタン
- ローヴァ・モール （Lova Moor） - ジャクリーヌ
- マヌエル・ガジャルド （Manuel Gallardo） - フレッド
- エルネスト・トーレ （Ernesto Thole [11]） - アンブローズ
- エリオ・クロヴェット （Elio Crovetto） - フランク
- サルヴァトーレ・ボルゲーゼ （Salvatore Borghese） - ヤクザ
- フランコ・ディオジェーネ （Franco Diogene） - 法律家

## 註
1. 1 2 3 4 5  Sabato, domenica e venerdì, インターネット・ムービー・データベース （英語）, 2011年3月25日閲覧。
2. ↑  Sabato, Domenica E Venerdi, allmovie （英語）, 2011年3月25日閲覧。
3. ↑  パスクァーレ・フェスタ・カンパニーレ、allcinema ONLINE, 2011年3月25日閲覧。
4. ↑  Mimmo Scavia - IMDb（英語）, 2011年3月25日閲覧。
5. ↑  Luis Argüello - IMDb（英語）, 2011年3月25日閲覧。
6. ↑  Adriana Bellone - IMDb（英語）, 2011年3月25日閲覧。
7. ↑  Natalia Verdelli - IMDb（英語）, 2011年3月25日閲覧。
8. ↑  Antonio Siciliano - IMDb（英語）, 2011年3月25日閲覧。
9. ↑  Sergio Tardioli - IMDb（英語）, 2011年3月25日閲覧。
10. ↑  Salvatore Aiesi - IMDb（英語）, 2011年3月25日閲覧。
11. ↑  Ernesto Thole - IMDb（英語）, 2011年3月25日閲覧。

## 関連事項
- イタリア式コメディ